# Орв'яниця
Орв'я́ниця — село в Україні, у Дубровицькій міській громаді Сарненського району Рівненської області. До 2020 підпорядковувалося Соломіївській сільській раді. Населення становить 1945 осіб (2011), 1821 особа (2019). Розташоване над річкою Горинь, за 130 км від Рівного.

## Назва
Назва поселення є одним із свідчень про розвиток сільського господарства на території Рівненщини, оскільки слово орива означає «виоране поле», «землю яку можна обробляти». Польською мовою згадується як Orwianica, російською — як Орвяница.

## Географія
Розташоване над річкою Горинь (на її лівому березі), на півдні Дубровицької міської громади, за 130 км від Рівного.
Площа села — 2,19 км². Поблизу села — річка Горинь. Станом на 2017 рік згідно з дослідженням антропогенної трансформації лісових ландшафтів Дубровицького району внаслідок несанкціонованого видобутку бурштину екологічна ситуація в селі характеризувалася як «передкризова».

## Історія
Засноване в 1769 році. До 1917 року село входило до складу Російської імперії. У 1906 році село входило до складу Домбровицької волості Рівненського повіту Волинської губернії Російської імперії. У 1918—1920 роки нетривалий час перебувало в складі Української Народної Республіки.
У 1921—1939 роки входило до складу Польщі. У 1921 році село входило до складу гміни Домбровиця Сарненського повіту Поліського воєводства Польської Республіки. 1930 року Сарненський повіт приєднаний до складу Волинського воєводства. У 1936 році входило до однойменної громади.
З 1939 року — у складі Дубровицького району Рівненської області УРСР. У роки Другої світової війни деякі мешканці села долучилися до національно-визвольної боротьби. Загалом встановлено 187 жителів Орв'яниці, які брали участь у визвольних змаганнях, з них 84 загинуло, 88 було репресовано.
У 1947 році село Орв'яниця підпорядковувалося Орв'яницькій сільській раді Дубровицького району Ровенської області УРСР. Рішенням Дубровицької райради депутатів трудящих від 17 червня 1950 року 7 господарств колгоспу ім. Леніна села Орв'яниця були занесені у список «бандпособницьких» і підлягали виселенню за межі УРСР.
Відповідно до прийнятої в грудні 1989 року постанови Ради Міністрів УРСР село занесене до переліку населених пунктів, які зазнали радіоактивного забруднення внаслідок аварії на Чорнобильській АЕС, жителям виплачувалася грошова допомога. Згідно з постановою Кабінету Міністрів Української РСР, ухваленою в липні 1991 року, село належало до зони гарантованого добровільного відселення. На кінець 1993 року забруднення ґрунтів становило 2,15 Кі/км² (137Cs + 134Cs), молока — 3,59 мКі/л (137Cs + 134Cs), картоплі — 0,37 мКі/кг (137Cs + 134Cs), сумарна доза опромінення — 122 мбер, з якої: зовнішнього — 28 мбер, загальна від радіонуклідів — 94 мбер (з них Cs — 83 мбер).
Відповідно до Розпорядження Кабінету Міністрів України від 12 червня 2020 року № 722-р «Про визначення адміністративних центрів та затвердження територій територіальних громад Рівненської області» увійшло до складу Дубровицької міської громади.

## Населення
Станом на 1859 рік, у власницькому селі Орв'яниця налічувалося 61 двір та 503 жителів (245 чоловіків і 258 жінок), з них 498 православних і 5 юдеїв. Наприкінці XIX століття в селі налічувалося 138 домів та 726 жителів. За переписом населення Російської імперії 1897 року в селі мешкало 1016 осіб, з них: 495 чоловіків та 521 жінка; 983 православні. Станом на 1906 рік у селі було 220 дворів та мешкало 1167 осіб.
За переписом населення Польщі  10 вересня 1921 року в селі налічувалося 248 будинків та 1457 мешканців, з них: 730 чоловіків та 727 жінок; 1413 православних, 34 юдеї та 10 римо-католиків; 1419 українців, 28 євреїв та 10 поляків. Згідно з переписом УРСР 1989 року чисельність наявного населення села становила 2041 особа, з яких 967 чоловіків та 1074 жінки. На кінець 1993 року в селі мешкало 2030 жителів, з них 667 — дітей.
За переписом населення України 2001 року в селі мешкало 1996 осіб. Густота населення — 914,16 особи/км². Станом на 1 січня 2011 року населення села становить 1945 осіб.

### Мова
Розподіл населення за рідною мовою за даними перепису 2001 року:
| Мова       | Відсоток |
| ---------- | -------- |
| українська | 99,35 %  |
| російська  | 0,30 %   |
| вірменська | 0,25 %   |
| білоруська | 0,10 %   |

### Вікова і статева структура
Структура жителів села за віком і статтю (станом на 2011 рік):
| Вік   | Чоловіків | Жінок | Разом |
| ----- | --------- | ----- | ----- |
| 0-17  | 211       | 208   | 419   |
| 18-39 | 307       | 278   | 585   |
| 40-59 | 278       | 273   | 551   |
| 60+   | 189       | 201   | 390   |
| Разом | 985       | 960   | 1945  |

### Соціально-економічні показники
| Працездатне населення | Працездатне населення | Працездатне населення | Працездатне населення | Працездатне населення | Працездатне населення | Непрацездатне населення | Непрацездатне населення | Непрацездатне населення | Непрацездатне населення | Непрацездатне населення | Непрацездатне населення | Все населення |
| Чоловіки              | Чоловіки              | Жінки                 | Жінки                 | Разом                 | Разом                 | Чоловіки                | Чоловіки                | Жінки                   | Жінки                   | Разом                   | Разом                   | 1945          |
| ос.                   | %                     | ос.                   | %                     | ос.                   | %                     | ос.                     | %                       | ос.                     | %                       | ос.                     | %                       | 1945          |
| --------------------- | --------------------- | --------------------- | --------------------- | --------------------- | --------------------- | ----------------------- | ----------------------- | ----------------------- | ----------------------- | ----------------------- | ----------------------- | ------------- |
| 563                   | 29                    | 579                   | 30                    | 1142                  | 59                    | 192                     | 9                       | 197                     | 10                      | 389                     | 21                      | 1945          |

| Зайняті  | Зайняті  | Зайняті | Зайняті | Зайняті | Зайняті | Безробітні | Безробітні | Безробітні | Безробітні | Безробітні | Безробітні | Все населення |
| Чоловіки | Чоловіки | Жінки   | Жінки   | Разом   | Разом   | Чоловіки   | Чоловіки   | Жінки      | Жінки      | Разом      | Разом      | 1945          |
| ос.      | %        | ос.     | %       | ос.     | %       | ос.        | %          | ос.        | %          | ос.        | %          | 1945          |
| -------- | -------- | ------- | ------- | ------- | ------- | ---------- | ---------- | ---------- | ---------- | ---------- | ---------- | ------------- |
| 21       | 4        | 52      | 10      | 73      | 13      | 131        | 24         | 103        | 19         | 234        | 42         | 1945          |

| Дорослі | Діти | Пенсіонери | Інваліди Німецько-радянської війни | Учасники бойових дій | Інваліди всіх груп і категорій | Люди, які обслуговуються служб. соц. допом. на дому | Неповні сім'ї | Діти з неповних сімей | Багатодітні сім'ї | Діти з багатодітних сімей | Діти-інваліди | Діти-сироти | Одинокі багатодітні матері |
| ------- | ---- | ---------- | ---------------------------------- | -------------------- | ------------------------------ | --------------------------------------------------- | ------------- | --------------------- | ----------------- | ------------------------- | ------------- | ----------- | -------------------------- |
| 1496    | 426  | 633        | -                                  | -                    | 140                            | 14                                                  | 3             | 8                     | 30                | 96                        | -             | 4           | 5                          |

## Політика

### Органи влади
До 2020 року місцеві органи влади були представлені Соломіївською сільською радою.

### Вибори
Село входить до виборчого округу № 155. У селі розташована виборча дільниця № 560289. Станом на 2011 рік кількість виборців становила 1496 осіб.

## Культура
У селі працює Орв'яницький сільський будинок культури на 130 місць. Діє Орв'яницька публічно-шкільна бібліотека, книжковий фонд якої становлять 24 577 книг та яка має 30 місць для читання, 2 особи персоналу, кількість читачів — 830 осіб.
В Орв'яниці серед низки інших сіл було поширеним виготовлення серпанкових тканин. У селі зафіксована унікальний термін «заігрини» як назви дошлюбної традиції. Саме слово «заігрини» означає початок шлюбного дійства. Для Орв'яниці, як і для багатьох інших сіл Правобережного Полісся, характерні особливі народні уявлення про лелеку (буська), які досліджувалися науковцями.

## Релігія
У першій половині XIX століття село належало до греко-католицької парафії церкви Святого Миколая містечка Домбровиця Домбровицької волості Ровенського повіту, яка з 1840-х років діяла вже як православна.
Сьогодні у селі діє православна Свято-Троїцька церква. 17 лютого 2019 року громада села на парафіяльних зборах одноголосно ухвалила рішення про перехід з Української православної церкви Московського патріархату до Православної церкви України (у попередньму опитуванні за перехід до ПЦУ проголосували 866 жителів села, 6 — проти).
Список конфесійних громад станом на 2011 рік:
| Релігійна громада Свято-Троїцької парафії | ПЦУ | 25 вересня 1991 | 100 | Церква             | [ 45 ] |
| Релігійна громада ЄХБ                     | ЄХБ | 27 лютого 1995  | 40  | Молитовний будинок | [ 45 ] |
| — православні, — протестантські.          |     |                 |     |                    |        |

## Освіта
У селі діє Орв'яницька загальноосвітня школа І-ІІІ ступені. У 2011 році в ній навчалося 335 учнів (із 625 розрахованих) та викладало 36 учителів. Дошкільна освіта представлена дитячим садком "Орв'яницький дошкільний навчальний заклад «Казка»", у якому станом на 2011 рік навчалося 62 дитини і працювало 8 учителів та вихователів.

## Спорт

### ФК «Старт»

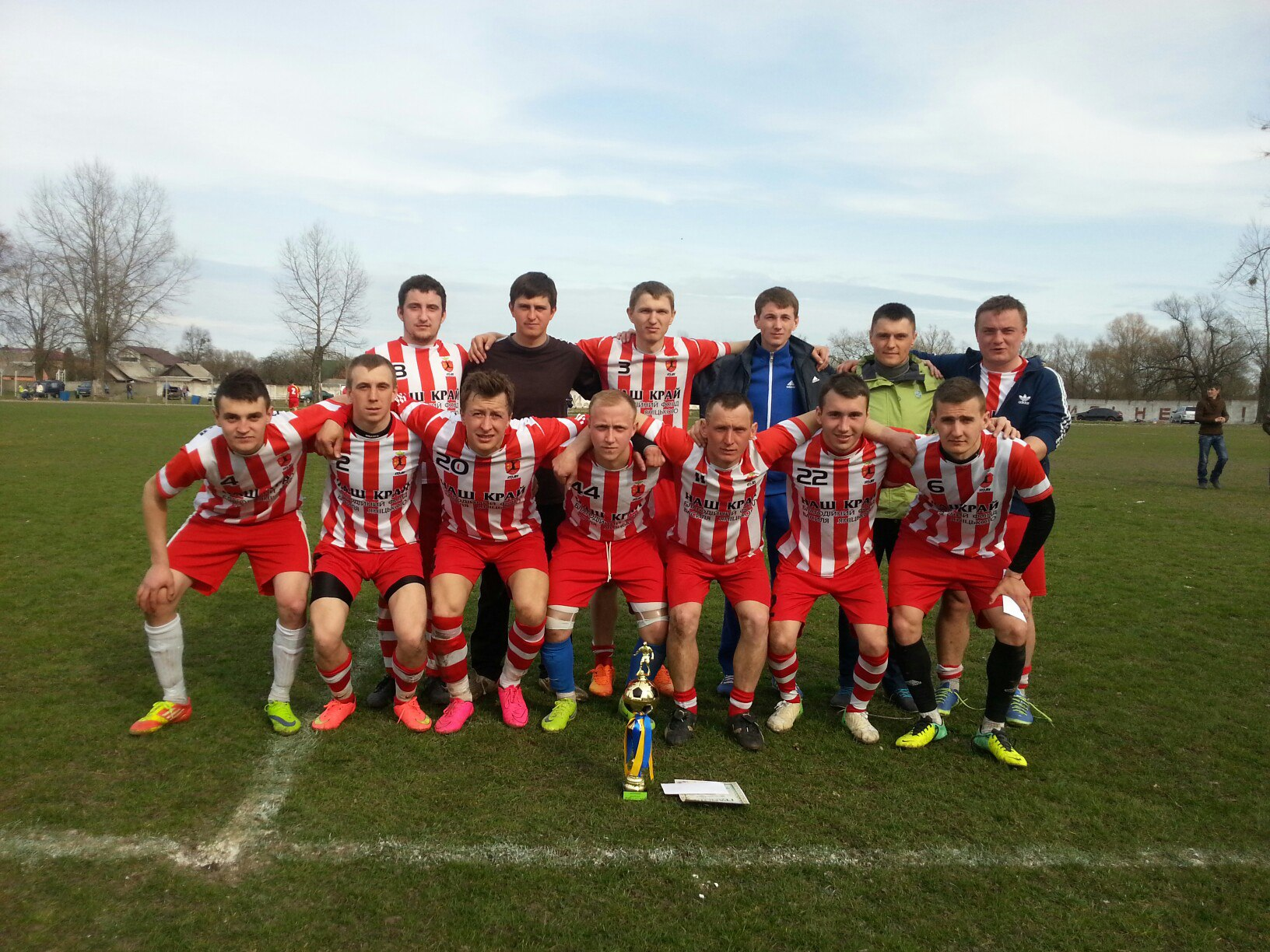
ФК «Старт» 3 квітня 2016 року. Суперкубок Дубровицького району

В селі діє футбольний клуб «Старт», заснований у 1980 році. Головним тренером станом на 2016 рік є Василь Мельник. До 1980 року місцева футбольна команда носила назву «Горинь».

#### Досягнення та нагороди
Чемпіонат Дубровицького району з футболу
- Чемпіони району 2011/12, 2012/13, … 2015/16
- 2010/11 … 2016/17

Кубок Дубровицького району з футболу
- Володарі кубка  2015
- 2011

Суперкубок Дубровицького району з футболу
- Володарі Суперкубка 2013, … 2015

Кубок «Пролісок» 
- … 2016

## Інфраструктура
У селі наявний сквер площею 500 м². Наявне відділення поштового зв'язку. Також в одній споруді з поштою є аптека і медичний пункт. У селі є 6 крамниц, 1 з яких є державним.

## Особистості

### Відомі мешканці
- Коростель Василь Йосиповича (1935—?) — мотогонщик, мотобольний ентузіаст на Рівненщині[50][51].
- Красько Філімон Мусійович (нар. 1923) — ветеран німецько-радянської війни[52]. Призваний на фронт у 1944 році, служив у 113 дивізії І фронту, був тричі поранений. Нагороджений орденами і медалями: «Орден Слави», медаль «За відвагу», медаль «За взяття Кенігсберга», орден «Перемога», орден «За мужність».
- Чишко Віталій Сергійович (1951—2003) — історик, етнограф, організатор науки, фундатор сучасних методологічних засад української біографістики, ініціатор створення та перший директор Інституту біографічних досліджень Національної бібліотеки України імені В. І. Вернадського, президент Українського біографічного товариства[53].

#### Книги
- Населённые места Российской империи в 500 и более жителей : с указанием всего наличного в них населения и числа жителей преобладающих вероисповеданий по данным первой всеобщей переписи населения 1897 г / Тройницкий Н. А. — СПб, 1905. — 389 с. (рос.)

#### Офіційні дані та нормативно-правові акти
- Паспорт Дубровицького району (станом на 1 січня 2011 року) (doc). Дубровицька районна рада. Архів оригіналу за 10 лютий 2015. Процитовано 16 жовтня 2019.

#### Мапи
- Історичний Атлас України / Гол. ред. Л. Винар; Упорядн.: І. Тесля, Е. Тютько. Українське історичне товариство. — Монреаль; Нью-Йорк; Мюнхен, 1980. — 182 с.